# Sitio de Varna
El Sitio de Varna (julio - 29 de septiembre de 1828) fue un enfrentamiento de la Guerra Ruso-Turca de 1828-1829. 
Varna estaba ocupada por el ejército otomano. Los rusos intentaron avanzar sobre la ciudad el 28 de junio, pero las avanzadillas rusas fueron repelidas por fuerzas otomanas superiores en número y se pospuso el sitio. A finales de julio, la Flota del Mar Negro comandada por Aleksey Greig desembarco en las cercanías de Varna. A mediados de agosto, la Guardia Imperial llegó con el zar Nicolás I. El sitio fue puesto bajo mando del general Ménshikov, con unas fuerzas totales de 32.000 hombres y 170 cañones contra los 20.000 soldados de la guarnición de Varna. En un intento de levantar el sitio, el pasha Omer Vrionis trajo a un ejército de 30.000 hombres, pero fue exitosamente repelido. Finalmente, Varna fue tomada, capturándose 6.900 prisioneros y 140 cañones.
Sin embargo, los rusos habían sufrido grandes pérdidas durante su campaña de verano-otoño, teniéndose que retirar de Varna y el Danubio para continuar la campaña en la siguiente primavera.